# Brownstone (grupo musical)
Brownstone es un grupo femenino estadounidense de r&b/soul formado en Los Ángeles en 1993, por Mimi, Nicci y Maxee. Su sencillo debut "Pass the Lovin'" pasó notablemente por las listas de R&B, pero su segundo sencillo "If You Love Me" se convirtió en un gran éxito, consiguiendo el platino para su disco debut "From the Bottom Up". Los siguientes sencillos a estos, como "Grapevyne" y "I Can't Tell You Why" continuaron con un relativo éxito. En 1995 Mimi tuvo que abandonar el grupo por problemas de salud, siendo sustituida por Kina Cosper.

## Miembros
- Charmayne "Maxee" Maxwell (1994-1998, 2007-2015)
- Nichole "Nicci" Gilbert (1994-1998, 2007-2015, 2019)
- Monica "Mimi" Doby (1994-1995, 2019)
- Kina Cosper (1995-1997)
- Teisha Brown (2007-2015, 2019)

## Discografía

### Álbumes de estudio
| Año                                                                  | Álbum              | Posiciones peak en los chartss | Posiciones peak en los chartss | Posiciones peak en los chartss | Certificaciones en EE. UU. | Discográfica   |
| Año                                                                  | Álbum              | U.S.                           | U.S. R&B                       | UK                             | Certificaciones en EE. UU. | Discográfica   |
| -------------------------------------------------------------------- | ------------------ | ------------------------------ | ------------------------------ | ------------------------------ | -------------------------- | -------------- |
| 1995                                                                 | From the Bottom Up | 29                             | 4                              | 18                             | Platino                    | MJJ Music/Epic |
| 1997                                                                 | Still Climbing     | 51                             | 16                             | 19                             | —                          | MJJ Music/Epic |
| "—"denota que no entró en los charts o que no recibió certificación. |                    |                                |                                |                                |                            |                |

### Compilaciones
| Año                                                                   | Álbum        | Mejores posiciones en listas | Mejores posiciones en listas | Mejores posiciones en listas | Certificaciones en EE. UU. | Discográfica |
| Año                                                                   | Álbum        | U.S.                         | U.S. R&B                     | UK                           | Certificaciones en EE. UU. | Discográfica |
| --------------------------------------------------------------------- | ------------ | ---------------------------- | ---------------------------- | ---------------------------- | -------------------------- | ------------ |
| 2000                                                                  | All for Love | —                            | —                            | —                            | —                          | Sony Music   |
| 2009                                                                  | Super Hits   | —                            | —                            | —                            | —                          | Sony Music   |
| "—" denota que no entró en los charts o que no recibió certificación. |              |                              |                              |                              |                            |              |

### Sencillos
| Año                                    | Sencillo               | Mejores posiciones en listas | Mejores posiciones en listas | Mejores posiciones en listas | Mejores posiciones en listas | Álbum              |
| Año                                    | Sencillo               | U.S.                         | U.S. R&B                     | U.S. Dance                   | UK                           | Álbum              |
| -------------------------------------- | ---------------------- | ---------------------------- | ---------------------------- | ---------------------------- | ---------------------------- | ------------------ |
| 1994                                   | "Pass the Lovin'"      | —                            | 58                           | 42                           | —                            | From the Bottom Up |
| 1994                                   | "If You Love Me"       | 8                            | 2                            | —                            | 8                            | From the Bottom Up |
| 1995                                   | "Grapevyne"            | 49                           | 6                            | —                            | 16                           | From the Bottom Up |
| 1995                                   | "I Can't Tell You Why" | 54                           | 22                           | —                            | 27                           | From the Bottom Up |
| 1997                                   | "5 Miles to Empty"     | 39                           | 6                            | 38                           | 12                           | Still Climbing     |
| 1997                                   | "Kiss and Tell"        | —                            | 41                           | —                            | 21                           | Still Climbing     |
| "—" denota que no entró en los charts. |                        |                              |                              |                              |                              |                    |

### Sencillos como invitados
| Año                                    | Sencillo  | Artista | Mejores posiciones en listas | Mejores posiciones en listas | Mejores posiciones en listas | Mejores posiciones en listas | Álbum                  |
| Año                                    | Sencillo  | Artista | U.S.                         | U.S. R&B                     | U.S. Dance                   | UK                           | Álbum                  |
| -------------------------------------- | --------- | ------- | ---------------------------- | ---------------------------- | ---------------------------- | ---------------------------- | ---------------------- |
| 1995                                   | "Freedom" | Varios  | 45                           | 18                           | —                            | —                            | Panther (banda sonora) |
| "—" denota que no entró en los charts. |           |         |                              |                              |                              |                              |                        |